# Rausingklass
Rausingklass är en typ av självrätande räddningskryssare inom svenska Sjöräddningssällskapets verksamhet, som tagits fram av Sjöräddningssällskapet och konstruktören Rolf Eliasson (född 1946).
Typnamnet kommer från det första fartyget av detta slag, Rescue Gad Rausing. Det är den största båtklassen av moderna snabbgående fartyg i Sjöräddningssällskapets flotta med skrov i komposit. Fartygen kan medföra var sin Rescuerunner.

## Fartyg
- 20-01 Rescue Gad Rausing, byggd 2002, stationerad vid Räddningsstation Skillinge
- 20-02 Rescue Stenhammar, byggd 2003, tidigare stationerad vid Räddningsstation Räfsnäs, från december 2021 på Räddningsstation Fårösund
- 20-03 Rescue Björn Christer, byggd 2005, stationerad vid Räddningsstation Dalarö

De tre byggda fartygen av Rausingklass har tillverkats av Swede Ship Composite i Hunnebostrand.

## Bildgalleri

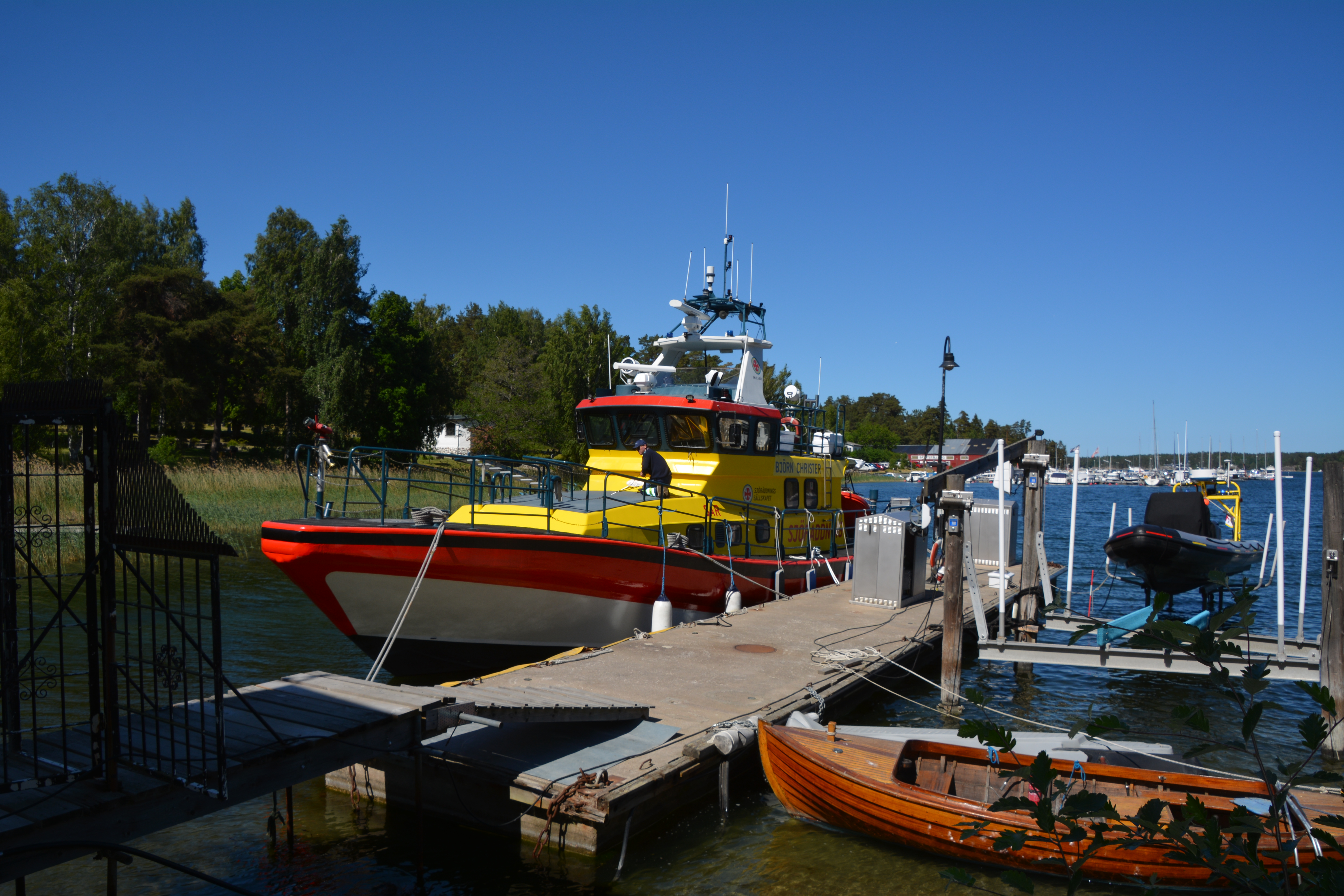
Rescue Björn Christer i Dalarö